# Lucas Rodríguez (ur. 1993)
Lucas Nahuel Rodríguez (ur. 27 września 1993 w Buenos Aires) – argentyński piłkarz występujący na pozycji lewego obrońcy, od 2023 roku zawodnik Instituto.

## Kariera klubowa
Rodríguez pochodzi ze stołecznego Buenos Aires i jest wychowankiem słynnej akademii juniorskiej tamtejszego klubu Argentinos Juniors (wywodzą się z niej m.in. Diego Maradona, Juan Román Riquelme czy Fernando Redondo). Do pierwszej drużyny został włączony w wieku siedemnastu lat przez szkoleniowca Pedro Troglio i w argentyńskiej Primera División zadebiutował 9 grudnia 2010 w przegranym 1:2 spotkaniu z Lanús. Przez pierwsze dwa i pół roku był jednak wyłącznie rezerwowym ekipy. Premierowego gola w najwyższej klasie rozgrywkowej strzelił natomiast 10 czerwca 2013 w zremisowanej 1:1 konfrontacji z San Lorenzo i dopiero w tamtym okresie wywalczył sobie pewne miejsce w składzie. Dobra passa zdolnego dwudziestolatka trwała jednak przez rok – na koniec sezonu 2013/2014 spadł z Argentinos do drugiej ligi, a dodatkowo we wrześniu 2014 jego obiecującą karierę zastopowało złamanie kości strzałkowej w lewym kolanie, przez co musiał pauzować przez dwanaście miesięcy. Pod jego nieobecność – w sezonie 2014 – zespół Argentinos awansował z powrotem do pierwszej ligi, lecz sam gracz już nigdy nie powrócił do pierwszej jedenastki. Pełniąc rolę rezerwowego, w sezonie 2016 po raz kolejny zanotował ze swoją ekipą relegację. Ogółem grał w Argentinos przez sześć lat.
W lipcu 2016 Rodríguez – bezpośrednio po spadku Argentinos – za sumę 100 tysięcy dolarów przeszedł do meksykańskiego Tiburones Rojos de Veracruz. W tamtejszej Liga MX zadebiutował 22 lipca 2016 w wygranym 2:0 meczu z Santosem Laguna. Jeszcze w tym samym roku zajął z Veracruz drugie miejsce w superpucharze Meksyku – Supercopa MX.

## Kariera reprezentacyjna
W styczniu 2011 Rodríguez został powołany przez Waltera Perazzo do reprezentacji Argentyny U-20 na Mistrzostwa Ameryki Południowej U-20. Na peruwiańskich boiskach pojawiał się w miarę regularnie – będąc najmłodszym zawodnikiem w kadrze, rozegrał pięć z dziewięciu możliwych spotkań (z czego cztery w pierwszym składzie), natomiast jego drużyna zajęła trzecie miejsce. Ze względu na kontuzję pleców nie był jednak brany pod uwagę w ustalaniu powołań na rozgrywane pięć miesięcy później Mistrzostwa Świata U-20 w Kolumbii. Po upływie dwóch lat – w styczniu 2013 – znalazł się w ogłoszonym przez Marcelo Trobbianiego składzie na kolejne Mistrzostwa Ameryki Południowej U-20. Podczas tego turnieju zagrał w dwóch z czterech możliwych meczów (w obydwóch w pełnym wymiarze czasowym), jednak Argentyńczycy zanotowali wówczas katastrofalny występ – będąc gospodarzem i faworytem rozgrywek, odpadli z nich już w fazie grupowej i nie zakwalifikowali się na Mistrzostwa Świata U-20 w Turcji.

## Statystyki kariery
| Argentinos Juniors | 2010–2011 | Argentyna | Primera División   | 2  | 0 | — | — | — | — | —  | 2  | 0 |
| Argentinos Juniors | 2011–2012 | Argentyna | Primera División   | 1  | 0 | — | — | — | — | —  | 1  | 0 |
| Argentinos Juniors | 2012–2013 | Argentyna | Primera División   | 6  | 1 | — | — | — | — | —  | 6  | 1 |
| Argentinos Juniors | 2013–2014 | Argentyna | Primera División   | 30 | 0 | — | — | — | — | —  | 30 | 0 |
| Argentinos Juniors | 2014      | Argentyna | Primera B Nacional | 5  | 0 | 1 | 0 | — | — | —  | 6  | 0 |
| Argentinos Juniors | 2015      | Argentyna | Primera División   | 4  | 0 | — | — | — | — | —  | 4  | 0 |
| Argentinos Juniors | 2016      | Argentyna | Primera División   | 9  | 0 | — | — | — | — | —  | 9  | 0 |
| Veracruz           | 2016–2017 | Meksyk    | Liga MX            | 9  | 0 | 4 | 0 | — | — | —  | 13 | 0 |
| Veracruz           | 2017–2018 | Meksyk    | Liga MX            |    |   |   |   | — | — | —  |    |   |
| Ogółem             |           |           |                    |    |   |   |   |   |   |    |    |   |
| Argentyna          | Argentyna | Argentyna | 57                 | 1  | 1 | 0 | — | — | — | 58 | 1  |   |
| Meksyk             | Meksyk    | Meksyk    | 9                  | 0  | 4 | 0 | — | — | — | 13 | 0  |   |
| Ogółem             | Ogółem    | Ogółem    | Ogółem             | 66 | 1 | 5 | 0 | — | — | —  | 71 | 1 |